# Бело Оризонти
Вижте пояснителната страница за други значения на Бело Оризонти.
Бело Оризонти или Бело Оризонте (на португалски: Belo Horizonte, произн. [bɛloɾiˈzõtʃi], в превод „Хубав хоризонт“) е град и едновременно община в Бразилия, столица на щата Минас Жерайс. Общината е част от икономико-статистическия мезорегион Метрополис на Бело Оризонти, микрорегион Бело Оризонти. Отстои на 716 km от град Бразилия, столицата на страната.
Заобиколен от планината Сера до Курал, градът е планиран и построен като политическа и административна столица на щата Минас Жерайс, в духа на позитивизма и в момент на възход на републиканската идеология в страната. В развитието си, Бело Оризонти изпитва неочакван и ускорен прираст на населението, надвишавайки 1 милион жители, едва 70 години след основаването на града. В периода между 1930 и 1940 години, се наблюдава и развитие на промишлеността и на строежи, повлияни от модернизма, като например къщите в квартал Сидади Жардин, които, заедно с други фактори, определят физиономията на града.
Според преброяването от 2010 г., проведено от Бразилския институт по география и статистика населението на Бело Оризонти възлиза на 2 375 444 души, с което градът се нарежда на 6-о място в Бразилия. Според класацията на Population Crisis Committee към ООН, градът бива класиран като метрополиса с най-добро качество на живота в Латинска Америка и на 45-о място сред 100-те най-добри градове в света. Днес Бело Оризонти има 5-и най-висок БВП сред бразилските градове, което възлиза на 1,38% от цялото производство в страната. Друг ясен показател за развитието на града в последните години е класификацията на списание América Economía, според което Бело Оризонти е един от десетте най-добри градове за бизнес в Латинска Америка през 2009, втори в Бразилия и пред други градове като Рио де Жанейро, Бразилия и Куритиба.
Градът е световноизвестен и оказва значително национално и дори международно влияние, от културна, икономическа или политическа гледна точка. В него се намират редица паметници, паркове и музеи, като напр. Музеят на изкуството на Пампуля, Музеят на изкуствата и занаятите, Природонаучният музей, Архитектурният ансамбъл на Пампуля, Централният пазар и Саваси; провеждат се и събития с голяма популярност, като Фестивала Creamfields Brasil, Международен театрален фестивал (FIT-BH), Международен фестивал за късометражно кино на Бело Оризонти и Международната литературна среща на португалски език. В Бразилия градът е познат и с прозвището „национална столица на баровете“, поради големият им брой тук, в сравнение с другите големи градове в страната. Тук е разположен Федералният университет на Минас Жерайс, едно от най-големите висши училища в страната, както и Щатският университет на Минас Жерайс и Федералния център за техническо образование на Минас Жерайс.

## Население
5 597 945 (2006), метрополиса
Расов състав:
- мулати – 2 321 612 (46,6%)
- бели – 2 117 350 (42,5%)
- чернокожи – 513 000 (10,3%)
- азиатци и индианци – 29 000 (0,6%)